# Пюшель, Клаус
Кла́ус Пю́шель (нем. Klaus Püschel; род. 18 марта 1952 года в Граммендорфе, Германия) — немецкий врач судебной медицины.

## Биография
Клаус Пюшель изучал медицину в Ганноверской медицинской школе, получил докторскую степень в 1977 году.
C 1978 года работал в Институте судебной медицины при Университетском медицинском центре Гамбург-Эппендорф (UKE). Получил степень магистра в 1983 году и был назначен профессором судебной медицины в 1985 году. В 1987 году вместе с руководителем судебной медицины Вернером Янссеном им был вскрыт от имени семьи Баршель Уве Баршель, который умер 11 октября 1987 года. С 1989 по 1991 год он занимал кафедру судебной медицины в университете Эссена.
Пюшель является директором Института судебной медицины при Университетском медицинском центре Гамбург-Эппендорф с 1992 года. Он также является заместителем директора Центра междисциплинарных исследований наркомании (ZIS) в университете Гамбурга.
С середины 2000-х годов Пюшель проводит антропологические и криминалистические исследования различных археологических находок, таких как трупы болот Фрау фон Пейтинг, мальчик из Кайхаузена, ребёнок из Эстервегера, девушка из Ухтер Мур, мужчина из Бернутсфельда или кожа груди девушки из Bareler Moor, а также так называемый гамбургский череп Störtebeker. Среди прочего, он был экспертом по делу Качельмана и участвовал в расследовании убийств в Гёрде. 2013 году его избрали в Леопольдину. 2015 году Пюшель осмотрел тело похитителя Реемтсма Вольфганга Кошича, который погиб при загадочных обстоятельствах в Португалии.
Пюшель является инициатором общенациональной медицинской оценки возраста несовершеннолетних, беженцев без документов, удостоверяющих личность, и проводит их в клинике Гамбург-Эппендорф. Немецкая медицинская ассоциация отвергает участие врачей в определении возраста беженцев, которые заявляют, что они несовершеннолетние.
Пюшель поддерживает хранение кодов ДНК всего населения Германии. Генетические образцы должны быть взяты у каждого новорожденного и взрослого, включая туристов и беженцев. «Тогда мы сможем раскрыть преступления намного быстрее и намного лучше», — говорит Пюшель. Германия тогда станет «оазисом в криминальной среде». Пюшель хочет сохранить данные в абсолютно безопасном месте «глубоко в шахте». Сотрудник по защите данных Гамбурга Йоханнес Каспар призвал, чтобы это представляло бы собой «массивное миллионное вмешательство в основополагающее право на информационное самоопределение и человеческое достоинство», которое «не совместимо ни с презумпцией невиновности, ни с принципом пропорциональности».

## Пандемия COVID-19 в Германии
Во время пандемии COVID-19 в Германии в апреле 2020 года в интервью n-tv о мерах, высоко оценил меры, принятые немецкими политиками для предотвращения распространения вируса и перепрофилирования больниц: «Я думаю, что политики хорошо отрегулировали это.»
В мае 2020 года Пюшель сказал журналу NDR Panorama, о своём убеждении в том, что политики Германии своевременно приняли правильные решения для смягчения медицинских последствий Covid-19. 9-го В апреле 2020 года он раскритиковал рекомендацию RKI на ток-шоу Маркуса Ланца («Следует избегать внутреннего осмотра тела, вскрытия или других аэрозольных мер). Если они необходимы, они должны быть сведены к минимуму».) как «совершенно неправильная мера». Он объяснил, что, по его сведениям, до сих пор «умерли в основном больные люди и люди с ослабленной иммунной системой». Ранее у него было вскрыто более 50 умерших пациентов с COVID-19. В гамбургере Морген пост на 10. В апреле этого года в Гамбурге от вируса не умерло ни одного человека без каких-либо заболеваний. Пюшель сказал, что он убежден, что смертность от короны даже не будет ощущаться как пик годовой смертности.
Рабочие группы вокруг Клауса Пюшеля и Стефана Клюге смогли использовать срезы для выявления множественного венозного тромбоза и фатальной легочной эмболии у умерших пациентов с COVID-19. В результате не вирусная пневмония и, как следствие, нарушение газообмена, а сердечная недостаточность из-за обширной обструкции легочного тракта из-за легочной эмболии, ответственна за большую часть смертей. Считается, что коронавирус активирует систему свертывания в кровеносных сосудах с прикреплением к эндотелию во многих органах. В качестве важного дополнения к терапевтическому подходу рекомендуется скоординированная, возможно, даже более высокая доза гепариновой профилактики тромбоза с использованием низкомолекулярного гепарина.

## Избранные публикации

### Монографии
- Mamoun Fansa, Eilin Jopp, Klaus Püschel. Das Kind aus der Esterweger Dose: Dokumentation einer außergewöhnlichen Skelett-Moorleiche (нем.). — Oldenburg: Isensee, 2010. — ISBN 978-3-89995-702-0.
- Brigitte Haas-Gebhard, Klaus Püschel. Die Frau aus dem Moor — Teil 1 (нем.). — Bayerische Vorgeschichtsblätter. — München: Beck, 2009. — Vol. 74. — ISBN 978-3-406-11079-5.
- Andreas Bauerochse, Henning Haßmann, Klaus Püschel. «Moora» — das Mädchen aus dem Uchter Moor eine Moorleiche der Eisenzeit aus Niedersachsen (нем.). — Rahden/Westf: Marie Leidorf, 2008. — ISBN 3-89646-970-3.
- Markus Stuhr, Klaus Püschel. Radsportunfälle und Verletzungen bei den Hamburger «Cyclassics» (нем.). — Hamburg: Kovač, 2008. — ISBN 978-3-8300-4114-6.
- Herbert Lewrenz, Paul Brieler, Klaus Püschel. Krankheit und Kraftverkehr (нем.). — Hamburg: Kovač, 2006. — ISBN 978-3-8300-2390-6.
- Ludwig Kraus, Klaus Püschel. Prävention von drogenbedingten Not- und Todesfällen (нем.). — Freiburg im Breisgau: Lambertus, 2002. — ISBN 3-7841-1382-6.
- Eberhard Hildebrand, Klaus Hitzer, Klaus Püschel. Simulation und Selbstbeschädigung (нем.). — Karlsruhe: VVW, 2001. — ISBN 3-88487-906-5.
- Исследования циркадных ритмических колебаний гексобарбитального распада в печени крысы : Влияние светло-темных изменений и ограничительного кормления; Взаимосвязь между расщеплением гексобарбитала и уровнем кортикостерона в сыворотке. Вместе с Томасом Мятшем, Ганновер, 1977. В то же время диссертация в Ганноверском медицинском училище в 1977 году.

### Редакции и сборники
- Forschungsergebnisse aus dem Institut für Rechtsmedizin der Universität Hamburg
- Rechtsmedizin, Morphologie, Spurensuche (нем.). — Hamburg: Inst. für Rechtsmedizin, 2004. — ISBN 3-00-014710-1.
- Krematoriums-Leichenschau = External examination before cremation (нем.). — Lübeck: Schmidt-Römhild, 2000. — ISBN 3-7950-0319-9.
- mit Bettina Mittelacher: Мертвые люди не молчат — увлекательные случаи судебной медицины. Ellert & Richter, Hamburg 2016, ISBN 978-3-8319-0660-4. (Mit einem Bericht über die 1987 erfolgte zweite Obduktion Уве Баршеляs in Hamburg)
- Die Toten können uns retten: Wie die Rechtsmedizin hilft, Krankheiten zu erforschen und das Sterben zu verhindern — Мертвые могут нас спасти. Как вскрытие одного человека может спасти тысячи жизней,  ISBN 978-3-7517-0413-7. Первоначально опубликована на немецком языке 26 марта 2021 года.